# 昭和高等女学校

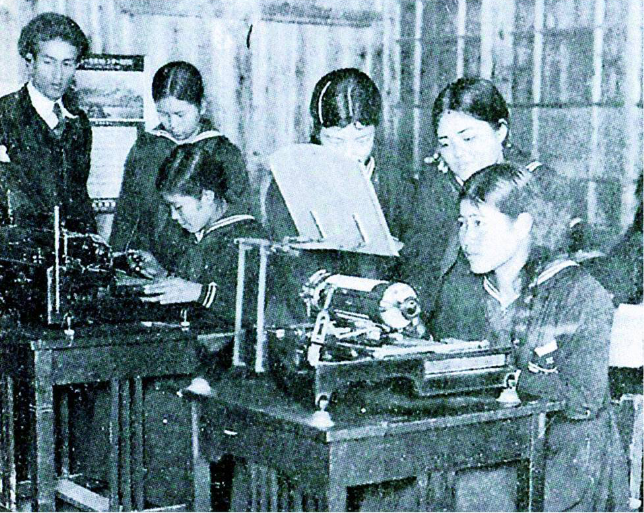
沖縄私立昭和高等女学校でのタイプライターの演習。

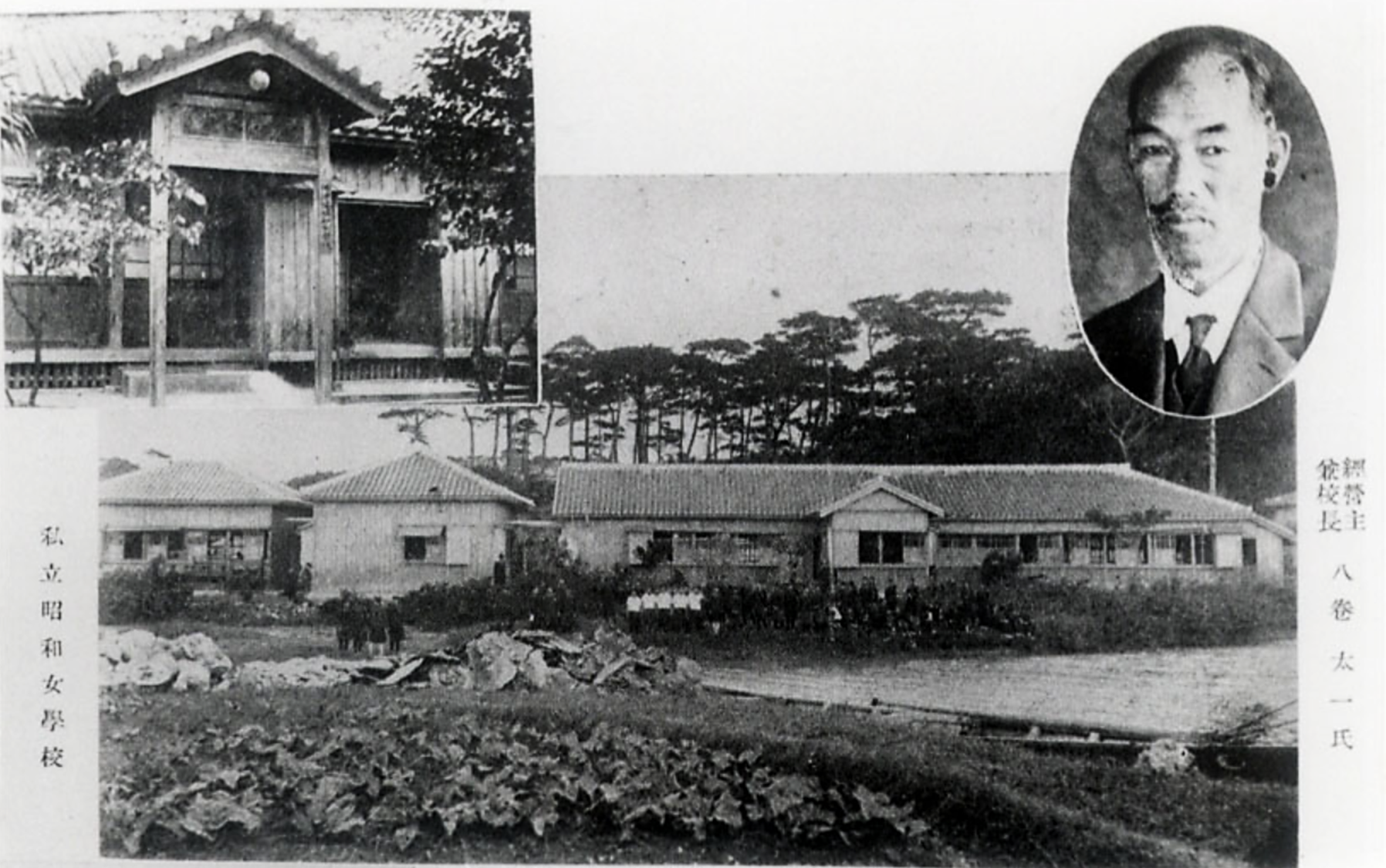
私立昭和女学校と八巻太一 (那覇市歴史博物館 所蔵)

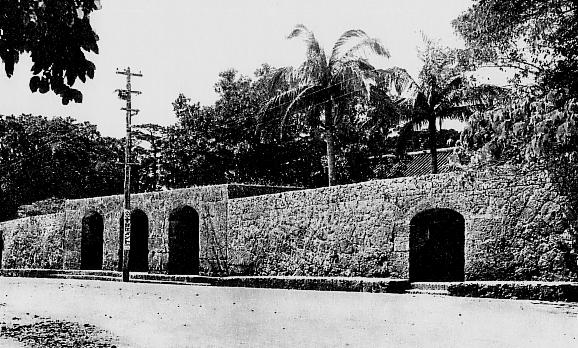
昭和高等女学校が一時仮住まいしていた崇元寺も沖縄戦で焼失した。

昭和高等女学校 (しょうわこうとうじょがっこう) は、1932年（昭和7年）に沖縄県那覇市崇元寺町（現泊）の崇元寺に隣接して開設された私立の女学校で、山梨県出身の教育者、八巻太一が開設した。良妻賢母の育成を主眼にした当時の女学校教育の中で、人格教育とともに商店・会社・銀行の事務員養成を目指した女子実業教育の私立女校の設立は先駆的なものであった。しかし1945年の沖縄戦で戦禍に巻き込まれ、設立から13年で消滅した。

## 昭和高等女学校
1930年、崇元寺の近く、安里川の川岸と背後の梯梧 (デイゴ) 並木に挟まれた地所に沖縄昭和女学校が設立される。和裁、洋裁の他に、そろばんや簿記、和文・英文タイプなどの商業科目がある4年生で実業教育を行った。1940年の沖縄県統計書では、職員12人、在学生177人、入学生91人、卒業生57人と記録されている。

## 沖縄県営鉄道輸送弾薬爆発事故
1944年12月11日、嘉手納駅から糸満駅に向かう沖縄県営鉄道 (通称「ケービン」)が大量の弾薬を輸送している途中に引火して大爆発を起こし、200名以上もの兵士らが犠牲となった事件では、昭和高等女学校の生徒数人も犠牲となった。ひどいやけどを負いながらも奇跡的に生き残った当時の女学生の証言によると、弾薬が七両編成の荷台に大量に積まれているだけではなく、機関車のすぐ後ろにガソリンを入れたドラム缶約20本が積まれており、こうした日本軍のずさんな弾薬管理で、機関室の火が飛んで引火したのではないかと考えられている。保障はおろか、事件後に厳しいかん口令が敷かれたまま、全土が沖縄戦に巻き込まれていくことになる。

## でいご学徒隊

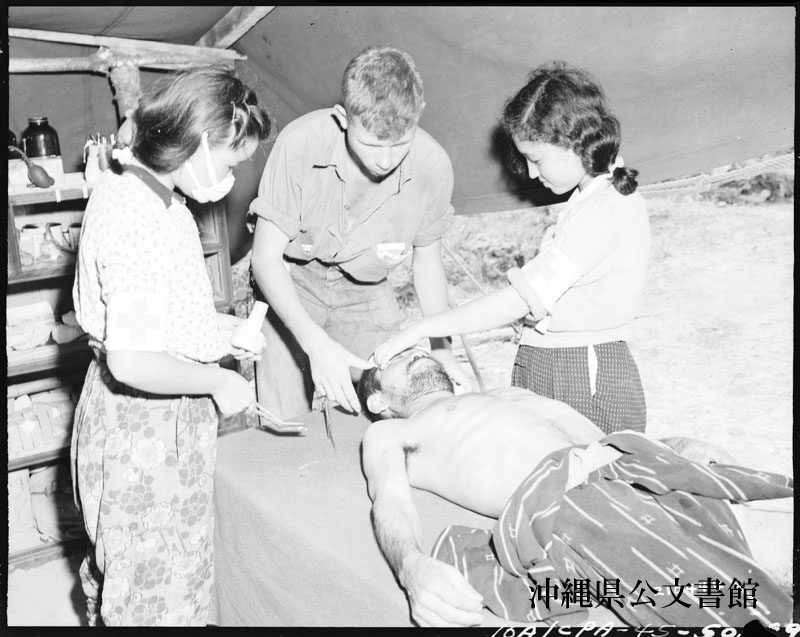
米陸軍撮影。百名収容所でアメリカ軍医師の助手を務める少女たち（1945年）沖縄公文書館所蔵

やがて校舎は軍の弾薬庫として接収され、崇元寺の境内に仮の校舎が設けられた。12期生31人はそこで石部隊野戦病院の軍医らから救急措置を学んだ。彼女たちは崇元寺の梯梧並木と梯梧 (デイゴ) の花をあしらった校章から戦後に「梯梧隊」と呼ばれるようになる。
1945年3月6日、第61師団（石部隊）の首里赤田町にある石部隊病院壕に看護隊として配属、民間の家に宿泊しながら実習を学んだ。
3月26日、当時4年生の17人は7班と8班として石部隊病院壕から南風原町新川のナゲーラ壕に移動した。1班から6班までは首里高等女学校の瑞泉学徒隊で構成されていた。4月半ばには壕内の収容能力をしのぐほど大勢の傷病兵が送られてきた。そのため8班は識名の自然壕へ派遣された。敷名の壕にいた住民は追いだされている。
8班が派遣された識名の自然壕では、5月13日、外で炸裂した爆弾の破片が壕内の手榴弾にあたり、2人の学徒が無残な死を遂げた。29日、識名の野戦病院は南下を始める。阿波根、伊原、米須と転々と砲弾の中を彷徨い、伊原の壕は石灰岩がもろく爆撃で落盤、四散するなかでさらに爆撃、落盤が続き、6月19日、砲弾の飛び交う中解散命令が下される。7班からは3人、8班からは5人、17人中8人が亡くなった。

女子学徒隊は米軍の捕虜になってからも学校や孤児院や病院の奉仕に回された。梯梧学徒隊の8班だった稲福マサは南部の死の淵をさまよい、最終的に捕虜となって百名収容所に送られる。そこで百名孤児院の孤児たちの世話係となる。

## 八巻太一
山梨県北巨摩郡江草村(現北杜市須玉町江草)出身の教育者、八巻太一は、商家の長男として育ち、山梨県師範学校を卒業後、教職に就く。1911年、師範学校の元校長の勧めで33歳で妻子をつれて沖縄に移住。当時の政府がめざす沖縄での同化政策、「皇国ノ道ニ則ル国民の錬成」をめざす皇民化教育の一環として、本土から多くの教育者が流入した時代だった。読谷山小学校校長として赴任した後、沖縄県立第一高等女学校を50歳で定年退職すると、恩給を前借し資金を工面して女学校を立ち上げた。また女学校を高等女学校に昇格するために地元山梨の地元での支援も広がった。八巻は女子の実業教育の重要さを盛んに訴えた。男女の教育格差は健全な社会の発展を妨げることになると主張した。
また、沖縄県立第一高等女学校の教員時代には、沖縄語を使って会話したために校長室に立たされている女子学生をかばい、沖縄人がウチナーグチを使って何が悪いのかと抗議したこともあったという。 戦後は沖縄に残り、昭和高女再建のために奔走したがかなわないまま、久米島でキリスト教の伝道に関わった。

## その他

### 梯梧之塔
糸満市伊原に建立されている慰霊碑「梯梧之塔」。沖縄戦で亡くなった梯梧学徒隊の9名、職員3名、生徒50名の計62名の名前が刻まれている。

## 参考項目
沖縄戦 > 沖縄の学徒隊

## 戦争証言
戦場体験史料館 梯梧学徒隊 稲福マサさん